# Воздушная ярость
Воздушная ярость (англ. Air rage) — агрессивное поведение со стороны пассажиров и экипажа самолёта, особенно во время полёта.
Воздушная ярость обычно охватывает пассажиров, что, вероятно, вызвано физиологическим или психологическим стрессом, связанным с путешествием по воздуху, когда человек становится неуправляемым, злым или агрессивным во время полёта в самолёте. Часто причиной этой ярости является чрезмерное употребление алкоголя пассажирами.
Первый случай воздушной ярости был зафиксирован в 1947 году во время полёта из Гаваны в Майами, когда пьяный мужчина напал на другого пассажира и бортпроводника. Другой ранний задокументированный случай связан с полётом на Аляске в 1950 году.
В то время применимые меры для таких случаев не были определены, поэтому нарушители порядка часто избегали наказания. Только после Токийской конвенции 1963 года было решено, что законы страны, в которой зарегистрировано воздушное судно, будут иметь преимущественную силу. С тех пор Международная ассоциация воздушного транспорта (IATA) начала собирать данные о нарушении правил поведения пассажиров на воздушном транспорте.

## Причины
Определённого объяснения воздушной ярости не найдено; возможно, это связано с повышенной тревогой за свою безопасность. Чаще всего причиной непослушания пассажира или члена экипажа является алкогольное опьянение, что иногда связано наличием алкогольных напитков на авиалиниях и в аэропортах, позволяющее пассажирам чрезмерно употреблять алкоголь до и во время полёта. Согласно исследованию, проведённому Школой гостиничного и туристического менеджмента при Гонконгском политехническом университете, половина всех инцидентов в авиалайнерах западных авиакомпаний связана с употреблением алкоголя. Другие причины включают употребление наркотиков (отпускаемых по рецепту или незаконных), иногда в сочетании с употреблением алкоголя.
Стрессовые ситуации, такие как личные биоритмы, задержки рейса или другие раздражающие пассажиров события, могут привести к увеличению вероятности воздушной ярости. Пассажиры, которые боятся находиться на борту самолёта, испытывают стресс уже от того, что садятся в самолёт, и могут легко запаниковать. Исследование Гонконгского университета показало, что на азиатских авиалиниях, где инциденты с воздушной яростью случаются реже из-за укоренившейся культуры сдержанного употребления алкоголя и большей терпимости к неудобствам и нехватке места, связанным с авиаперелётами, инциденты с воздушной яростью иногда возникают из-за неопытности и отсутствия знаний у пассажиров воздушного судна о задействованных ограничениях на его борту.

## Средства борьбы
К буйным пассажирам или членам экипажа воздушного судна применяются различные средства для их усмирения. Некоторые авиакомпании имеют для этой цели на борту пластиковые наручники. Другие используют ремни безопасности, липкую ленту, галстуки или другое, что имеется на борту самолёта для связывания человека. Иногда приходится изменять маршрут рейса, чтобы самолёт мог как можно быстрее приземлиться ради избавления от нарушителя.
В Австралии Управление безопасности гражданской авиации оставляет за собой право использовать электрошокеры для усмирения недисциплинированных пассажиров. В Канаде командир воздушного судна определяется в соответствии с Уголовным кодексом в качестве офицера по поддержанию порядка и имеет те же полномочия по аресту, что и сотрудники полиции — он уполномочен обеспечивать соблюдение всех разделов Уголовного кодекса и законодательных актов, пока самолёт находится в полёте.